# 绢毛木兰
绢毛木兰（学名：Magnolia albosericea）是木兰科木兰属的植物，为中国的特有植物。分布在中国大陆的海南等地，生长于海拔500米至800米的地区，见于潮湿的山坡、溪旁以及常绿阔叶林中，目前尚未由人工引种栽培。